# Associazione Sportiva Cosenza 1938-1939
Questa voce raccoglie le informazioni riguardanti l'Associazione Sportiva Cosenza nelle competizioni ufficiali della stagione 1938-1939.

## Rosa
| N. |                   | Ruolo | Calciatore            |
| -- | ----------------- | ----- | --------------------- |
|    | Italia (bandiera) | C     | Ulderico Alò          |
|    | Italia (bandiera) | A     | Antonio Bacin         |
|    | Italia (bandiera) | A     | Marcelliano Cattarin  |
|    | Italia (bandiera) | P     | Giuseppe Cristiano    |
|    | Italia (bandiera) | C     | Francesco Del Morgine |
|    | Italia (bandiera) | P     | Luciano Gisberti      |
|    | Italia (bandiera) |       | Giuseppe Givigliano   |
|    | Italia (bandiera) | A     | Vincenzo Guarino      |

| N. |                   | Ruolo | Calciatore         |
| -- | ----------------- | ----- | ------------------ |
|    | Italia (bandiera) | D     | Leonardo Laviola   |
|    | Italia (bandiera) | A     | Ubaldo Leonetti    |
|    | Italia (bandiera) | D     | Fernando Niccolini |
|    | Italia (bandiera) | D     | Pietro Pietramala  |
|    | Italia (bandiera) | A     | Corrado Pucci      |
|    | Italia (bandiera) |       | Luigi Segreti      |
|    | Italia (bandiera) |       | Alberto Stillo     |